# The Cute Lepers
The Cute Lepers er et pop/rock/punk-band fra USA.

## Diskografi
- Can't Stand Modern Music (2008)